# Volcano Suns
Volcano Suns est un groupe de rock alternatif américain, originaire de Boston, dans le Massachusetts. Les Volcano Suns ont également joué sous le nom de Din.

## Biographie
Le groupe est formé en 1984 par l'ancien batteur de Mission of Burma, Peter Prescott, seul membre fondateur et permanent du groupe jusqu'à sa dissolution en 1991,. Les membres originels étaient le sus-cité Peter Prescott, au chant et à la guitare, et Gary Waleik et Steve Michener qui quittent le groupe pour former Big Dipper (en) avant l'enregistrement du premier album,. Prescott enrôle ensuite Jeff Weigand à la guitare basse et Jon WIlliams à la guitare. C'est cette seconde mouture du groupe qui enregistre leurs deux premiers albums : The Bright Orange Years (1985) et All Night Lotus Party (1986), tous deux sortis sur le label aujourd'hui disparu Homestead Records. En 1987, Bob Weston remplace Weigand à la basse ; et Chuck Hahn remplace Williams à la guitare sur Bumper Crop, la dernière sortie du groupe sur Homestead,. D'autres contributions inclurent Roger Miller au piano et Gary Waleik au sitar.
En 1988, le groupe signe chez SST Records de Greg Ginn pour leur quatrième album, Farced. La formation était la même que sur Bumber Crop, avec Miller au piano et Waleik au sitar. En 1989, ils sortent leur opus le plus expérimental, Thing of Beauty, toujours sur SST, sur lequel David Kleiler remplaça Chuck Hahn à la guitare. Ce serait le dernier changement dans le groupe. Le groupe signe chez le label indépendant Quarterstick Records de Chicago pour leur dernier album Career in Rock en 1991. L'album est produit par Steve Albini, qui travaillerait plus tard avec Bob Weston dans Shellac.

## Style musical
Le style musical de Volcano Suns est souvent comparé avec les œuvres d'autres groupes comme Hüsker Dü et Mudhoney.

## Discographie

### Albums studio
- 1985 : The Bright Orange Years (Homestead)
- 1986 : All Night Lotus Party (Homestead)
- 1987 : Bumper Crop (Homestead)
- 1988 : Farced (SST)
- 1989 : Thing of Beauty (SST)
- 1991 : Career in Rock (Quarterstick, production : Steve Albini)

### Singles
- 1986 : Sea Cruse b/w Greasy Spine (Homestead)
- 1990 : Blue Rib b/w Openings (Quarterstick)

### Apparitions
- Claws—The Third Throbbing Lobster Compilation (1985, Throbbing Lobster) (chanson : Tree Stomp)
- The Wailing Ultimate (Homestead) (chanson : White Elephant)
- Human Music (chanson : Ultravixen)
- Duck and Cover (SST) (chanson : Kick Out the Jams)

Sous le nom de Din, groupe secondaire pour Dredd Foole
- Eat My Dust Cleanse My Soul (1985, Homestead)
- Take Off Your Skin (1988, PVC)